# Il sergente di ferro
Il sergente di ferro (Les Misérables) è un film del 1935 diretto da Richard Boleslawski, tratto dal romanzo I miserabili di Victor Hugo.

## Riconoscimenti
Ha ricevuto quattro candidature ai Premi Oscar 1936: miglior film, migliore aiuto regia, migliore fotografia e miglior montaggio.
Nel 1935 è stato indicato tra i migliori dieci film dell'anno dal National Board of Review of Motion Pictures.